# Gymnoscelis polycleata
Gymnoscelis polycleata là một loài bướm đêm trong họ Geometridae.